# Ніколя Томанн
Ніколя Томанн (фр. Nicolas Thomann; нар. 29 листопада 1972) — колишній французький тенісист.
Найвищу одиночну позицію світового рейтингу — 106 місце досяг 11 серпня 2003, парну — 398 місце — 18 липня 2005 року.
Найвищим досягненням на турнірах Великого шолома було 2 коло в одиночному розряді.
Завершив кар'єру 2006 року.

## Титули на челленджерах

### Одиночний розряд: (2)
| Ранг | Рік  | Турнір                 | Покриття | Суперник        | Рахунок          |
| ---- | ---- | ---------------------- | -------- | --------------- | ---------------- |
| 1.   | 2000 | Женева, Швейцарія      | Ґрунт    | Алекс Калатрава | 6–4, 6–7(2), 6–1 |
| 2.   | 2002 | Оберштауфен, Німеччина | Ґрунт    | Томаш Зіб       | 7–6(6), 6–4      |

### Парний розряд: (1)
| Ранг | Рік  | Турнір                   | Покриття | Партнер          | Суперники                        | Рахунок        |
| ---- | ---- | ------------------------ | -------- | ---------------- | -------------------------------- | -------------- |
| 1.   | 2005 | Андрезьє-Бутеон, Франція | Тверде   | Александер Васке | Роберт Ліндстедт Жан-Клод Шеррер | 7–6(2), 7–6(4) |